# La Révolution prolétarienne et le renégat Kautsky

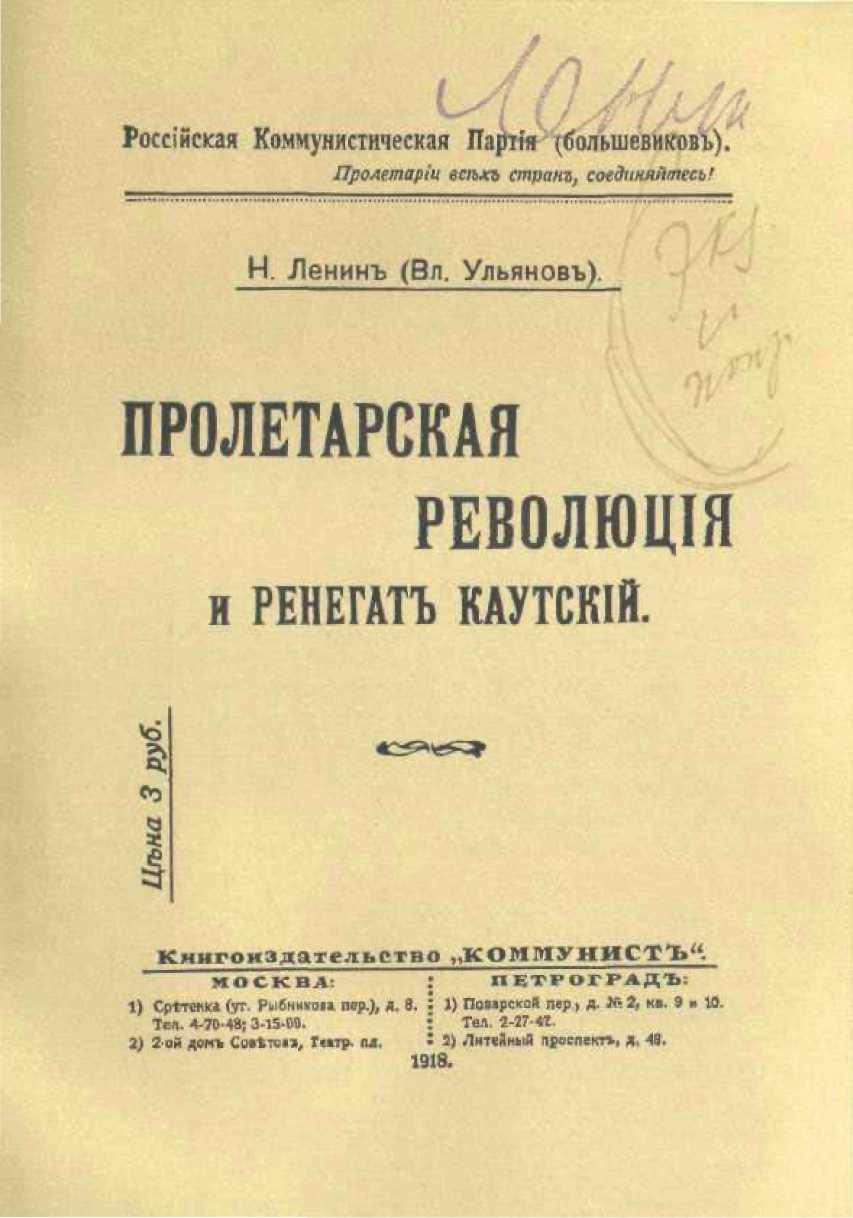
Couverture de l'ouvrage.

La Révolution prolétarienne et le renégat Kautsky (en russe : Пролетарская революция и ренегат Каутский) est une brochure de Lénine, publiée en novembre 1918.
Après la révolution d'Octobre, le théoricien marxiste allemand Karl Kautsky, vieil adversaire de Lénine au sein de l'Internationale ouvrière, publie La Dictature du prolétariat (en), ouvrage dans lequel il critique l'usage de la violence par les bolcheviks et souligne que la dictature du prolétariat dont se réclame Lénine n'a que peu de rapport avec celle évoquée par Marx, qui n'a d'ailleurs employé que rarement le concept. Lénine réagit en publiant un autre livre, La Révolution prolétarienne et le renégat Kautsky, dans lequel il invective Kautsky et affirme la nécessité de recourir à des méthodes dictatoriales pour préserver la révolution et réaliser le socialisme.
L'ouvrage a aussi été publié sous le titre La Dictature du prolétariat et le rénégat Kautsky.
Kautsky y a répondu en juin 1919 sous le titre allemand Terrorismus und Kommunismus: Ein Beitrag zur Naturgeschichte der Revolution (Dictature et communisme : une contribution à l'histoire naturelle de la Révolution). Cette réponse a suscité à son tour un court livre de Trotski publié en allemand en août 1920, Terrorismus und Kommunismus: Anti-Kautsky (en) (Terrorisme et communisme (L'Anti-Kautsky)).